# Kylare

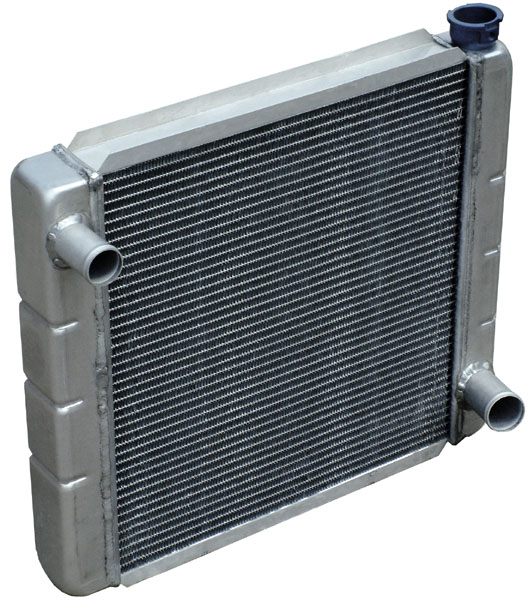
Kylare från personbil.

En kylare är en värmeväxlare som används till att kyla ner förbränningsmotorer med vätskeburen kylning. En pump på motorn pumpar vatten genom en kylare, där fartvinden kyler vattnet, som sedan strömmar tillbaka till motorn. Vid tillfällen då fordonet står still, används en fläkt för att skapa ett luftflöde. Kylare tillverkas ofta av koppar eller aluminium.
Fläkten kan antingen drivas av en elmotor, eller av fläktremmen, i den sistnämnda lösningen så är fläkten monterad på hjulet för vattenpumpen. Den kan antingen vara direkt fastskruvad i hjulaxeln, eller kopplas till och från med en värmekänslig viskokoppling.
I de allra flesta nya personbilar är fläkten driven av en elmotor. Detta minskar bränsleåtgången och gör fordonet tystare. Hos lastbilar och bussar är det fortfarande vanligt att fläkten är monterad på vattenpumpshjulet, dock alltid med en viskokoppling. Även om moderna, framförallt stadsgående bussar allt oftare har eldriven fläkt, dels då kylaren inte alltid sitter nära motorn på grund av de moderna, allt trängre motorutrymmena eller helt enkelt för att bussen ska bli tystare i framförallt bullerkänsliga områden inne i städerna, typ vid bostadsområden eller liknande.

## Tätning av kylare
Kylarcement eller kylartätning är ett medel man häller i kylaren på ett fordon för att täppa till små läckage. Kylarcement används först när läckage har uppstått i syfte att reparera kylare.